# Лебедев, Михаил Дмитриевич
Михаил Дмитриевич Лебедев, (1849 — не раньше 1916), московский врач, депутат I Государственной Думы от Смоленской губернии, статский советник.

## Биография
Родился в семье священника села Новопокровское Гжатского уезда Смоленской губернии Дмитрия Исидоровича Лебедева (не позднее 1823 — 1876) и Татьяны Александровны Заболотской  (1817 — не ранее 1878). Русский, православного вероисповедания. Окончил духовную семинарию, а затем медицинский факультет Московского университета. Получил в Московском университете учёную степень доктора медицины. Работал ординатором при университетской клинике, позднее врачом городских больниц в Москве, одновременно занимался частной практикой.
В 1890 году приобрёл земельный ценз и был выбран гласным Гжатского уездного земского собрания, а в 1894 г. — гласным губернского земства, в 1898 г. избран председателем ревизионной комиссии. В 1896 году получает чин коллежского советника, вслед затем — статского советника. М. Д. Лебедев в 1899, 1900, 1902 и 1904 годах — губернский гласный от Гжатского уезда в Губернском Земском Собрании. В эти же годы — член от земства в уездном училищном совете Гжатского уезда Смоленской губернии. Член попечительского совета женской Александровской прогимназии Гжатского уезда (1899, 1900) и Почетный Мировой судья уездного съезда Гжатского уезда (1904). В 1904 году в виде протеста против действий председателя Губернского земского собрания князя В. М. Урусова, отказался от участия в ревизионной и редакционной комиссиях и вместе с большинством прогрессивных гласных покинул собрание.
С 1894 гласный Московского губернского земского собрания. С 1904 председатель ревизионной комиссии Московского губернского земского собрания. С 1905 гласный Московской городской думы. Землевладелец Гжатского уезда, приобрёл имение Звездуново.
Член Конституционно-демократической партии. 14 апреля 1906 избран в Первую Государственную Думу от общего состава выборщиков Смоленского губернского избирательного собрания. Входил в Конституционно-демократическую фракцию. Подписал законопроекты: «42-х» по аграрному вопросу, «О гражданском равенстве», «Об изменении статей 55-57 Учреждения Государственной Думы».
10 июля 1906 года в г. Выборге подписал «Выборгское воззвание» и осужден по ст.129, ч.1, п. п.51 и 3 Уголовного Уложения, приговорен к 3 месяцам тюрьмы и лишен избирательных прав. Так уже осенью 1906 года, то есть задолго до фактического приговора, М. Д. Лебедев вместе с С. А. Муромцевым и М. Г. Комиссаровым за подписание Выборгского воззвания был устранён из числа гласных Московской Городской Думы. Срок заключения отбывал в Таганской тюрьме.
Дальнейшая судьба неизвестна.

## Семья
- Жена — 
  - Сын — Платон Михайлович Керженцев (Лебедев), (1881—1940), профессиональный революционер, член РСДР(б) с 1904 года, советский партийный и государственный деятель[8].
  - Сын —  Владимир Михайлович Лебедев (?—1933), земский врач, отец генетика Даниила Лебедева[9].
- Брат — Александр Дмитриевич Лебедев, (1841—1909), протоиерей, настоятель храма Богоявления Господня, село Дровнино[10].
- Брат — Николай Дмитриевич Лебедев (1861—?), врач в Москве[3].
- Брат — Иван Дмитриевич Лебедев, выпускник Московского университета, был директором гимназий в Смоленске и Москве[3] .
- Сестра — Юлия Дмитриевна Лебедева[3]
- Сестра —  Феодосия Дмитриевна Лебедева[3]
- Сестра — Мария Дмитриевна  в замужестве Спиридонова. Муж —  Андрей Андрианович Спиридонов, протоиерей[3].